# There's a Doctor
Pistes de Tommy
Pinball Wizard Go to the Mirror!
There's a Doctor est une chanson du groupe britannique The Who, parue sur l'opéra-rock Tommy, sorti en 1969.

## Caractéristiques
C'est une des très courtes chansons de transition qui parsèment la seconde moitié de l'album (à l'instar de Miracle Cure et Do You Think It's Alright?). Dans ce titre, Mr. Walker, le père de Tommy, annonce qu'il a trouvé un médecin spécialiste qui pourrait soigner le traumatisme de son fils. 
Au point de vue musical, on entend du piano, de la basse, ainsi que de la batterie, à quelques instants. Pete Townshend est au chant principal, en alternance avec les chœurs.
Dans une version précédente de l'album, ce titre était précédé d'une version studio de Young Man Blues.